# Arnica Esterl
Arnica Esterl (geborene Arnica Mees, auch Arnica Esterl-Mees; * 1933 in Den Haag) ist eine niederländisch-deutsche Schriftstellerin, Übersetzerin und Märchenerzählerin.

## Leben
Arnica Esterl verbrachte ihre Kindheit auf einem west-friesischen Bauernhof. Sie absolvierte eine Schneiderlehre und studierte später Germanistik, Friesisch und Philosophie in Amsterdam und an der Universität Tübingen. Seit ihrer Heirat mit dem deutschen Waldorf-Pädagogen Dietrich Esterl lebt sie dauerhaft in Deutschland; seit 1964 ist sie in Stuttgart ansässig. 
Arnica Esterl befasst sich seit den 1970er Jahren theoretisch und als mündliche Erzählerin mit dem Märchen. Sie veröffentlichte zahlreiche Bearbeitungen internationaler Märchen, übersetzt Kinderbücher, vorwiegend aus dem Niederländischen, und arbeitete in den 1990er Jahren für den Rundfunk. Esterl ist seit 1976 Mitglied der Europäischen Märchengesellschaft und gehörte 1979 zu den Mitbegründern des Stuttgarter Märchenkreises, dessen Vorsitzende sie von 1989 bis 1997 war.

## Werke
- Das fliegende Schiff, Stuttgart 1990
- Der Hecht hat’s gesagt!, Wien 1990
- Rumpelstilzchen, Wien 1990
- Das Märchen vom schönen runden Kuchen, Wien 1991
- Jon & der gläserne Berg, Esslingen 1992
- Die Drachenfedern, Wien 1993
- Der Mann aus Zucker, Wien 1993
- Die Schwanenkinder, Wien 1993
- Das Wasser der Wildgans, Wien 1993
- Okino und die Wale, Wien 1994
- Luka und die weiße Taube, Esslingen 1995
- Der gestiefelte Kater, Esslingen 1996
- Die Märchenfrau, Esslingen [u. a.] 1996
- Rapunzel, Esslingen 1996
- Der Ritter im Feenreich, Esslingen 1996
- Von dem Machandelboom, Stuttgart 1996
- Gilgamesch von Uruk, Esslingen [u. a.] 1998
- Der Rattenfänger von Hameln, Esslingen [u. a.] 1999 (zusammen mit László Bátki)
- Das tapfere Schneiderlein, Esslingen [u. a.] 1999
- Kinder brauchen Märchen, Stuttgart 2000
- Zwick und Zwockel im Sommer, Stuttgart 2000 (zusammen mit Lidwien van Geffen)
- Zwick und Zwockel im Winter, Stuttgart 2000 (zusammen mit Lidwien van Geffen)
- Die Märchenleiter, Stuttgart 2002
- Die schönsten Märchen aus 1001 Nacht, Esslingen 2006
- Die schönsten Märchen aus aller Welt, Esslingen 2010
- Mein zauberhafter Märchenschatz, Esslingen 2012
- Es war einmal vor langer Zeit ..., Esslingen 2013

## Herausgeberschaft
- Grimms Märchen, Wien
  - 2 (1990)
- Tiere und Tiergestaltige im Märchen, Regensburg 1991 (herausgegeben zusammen mit Wilhelm Solms)
- Das Schloß der goldenen Sonne, Stuttgart 1997

## Übersetzungen
- Victor Ambrus: Eins, zwei, drei vier ... neun Paar Schuhe?!, Stuttgart 1998
- Hans Christian Andersen: Andersens Märchen, Esslingen 1994
- Hans Christian Andersen: Däumelinchen, Esslingen 2005
- Hans Christian Andersen: Des Kaisers neue Kleider, Esslingen 2004
- Hans Christian Andersen: Die kleine Seejungfrau, Esslingen [u. a.] 2002
- Hans Christian Andersen: Das Mädchen mit den Schwefelhölzchen, Wien 1994
- Hans Christian Andersen: Die Schneekönigin, Wien 1988
- Hans Christian Andersen: Der Schweinehirt, Esslingen 2004
- Hans Christian Andersen: Der standhafte Zinnsoldat, Wien 1990
- Hans Christian Andersen: Der Tannenbaum, Esslingen [u. a.] 1998
- Hans Christian Andersen: Die wilden Schwäne, Esslingen 2007
- Elsa Beskow: Das Blumenfest, Stuttgart 2006 (übersetzt zusammen mit Diethild Plattner)
- Elsa Beskow: Lasse im Blaubeerland, Stuttgart 2008 (übersetzt zusammen mit Diethild Plattner)
- Elsa Beskow: Schabernack im Wichtelwald, Stuttgart 2006 (übersetzt zusammen mit Diethild Plattner)
- Elsa Beskow: Die Wichtelkinder, Stuttgart 2003
- Lewis Carroll: Alice im Wunderland, Esslingen 2012
- Michael Dudok de Wit: Vater und Tochter, Stuttgart 2003
- Michael Dudok de Wit: Vier Biber in der Nacht, Stuttgart 2004
- Petr P. Eršov: Das bucklige Pferdchen, Wien 1987
- Annemarie van Haeringen: Der Junge, der sein Brot mit der Schere schnitt, Stuttgart 2009
- Admar Kwant: Wichtel Nick, Stuttgart 2010
- Esmé Lammers: Lang lebe die Königin!, Stuttgart 1998 (übersetzt zusammen mit Beate Esterl)
- Martina Müller: Pinto und der Riese, Stuttgart 1998
- Daan Remmerts de Vries: Traumkaninchen, Stuttgart 2009
- Harmen van Straaten: Ente für dich, Stuttgart 2008
- Harmen van Straaten: Ente lernt zaubern, Stuttgart 2006
- Harmen van Straaten: Es war einmal eine Ente, Stuttgart 2004
- Harmen van Straaten: Wettkampf mit Ente, Stuttgart 2005
- Lev N. Tolstoj: Die drei Bären, Wien 1988
- Lev N. Tolstoj: Der Knecht Jemeljan und die leere Trommel, Wien 1989
- Lev N. Tolstoj: Wie der Bauer die Gänse teilte und andere Geschichten, Wien 1990
- Pirkko Vainio: Der verwunschene Baum, Graz 1995
- Jules Verne: In 80 Tagen um die Welt, Esslingen 2013
- A. Weissenberg-Seebohm: Mit Kasperle durch das Jahr, Stuttgart 1983
- A. Weissenberg-Seebohm: Wir spielen Kasperle-Theater, Stuttgart 1982
- Frederik Willem Zeylmans van Emmichoven: Rudolf Steiner, Stuttgart 1961
- Frederik Willem Zeylmans van Emmichoven: Die Wirklichkeit, in der wir leben, Arlesheim (Schweiz) 1959